# Demografie Brasiliens

Bevölkerungspyramide Brasiliens (2017)

Die Demografie Brasiliens betrachtet die Bevölkerungsanzahl und -zusammensetzung in Brasilien. Mitte des Jahres 2020 hatte Brasilien 211,8 Millionen Einwohner und belegte damit den sechsten Platz in der Rangliste der bevölkerungsreichsten Staaten der Welt. Brasilien ist außerdem das bevölkerungsreichste Land Südamerikas und das bevölkerungsreichste portugiesischsprachige Land. Mit einer Bevölkerungsdichte von 25 Einwohnern pro Quadratkilometern ist das Land relativ dünn besiedelt, da es eine kontinentale Ausdehnung hat und einer der weltgrößten Flächenstaaten ist. Seit der europäischen Kolonisation Amerikas ist die Bevölkerung des Landes stark gewachsen, zuerst durch Einwanderung und später vorwiegend durch natürliches Wachstum. Allein zwischen 1950 und 2020 vervierfachte sich die Bevölkerung von 51 Millionen auf über 200 Millionen. Inzwischen befindet sich Brasilien allerdings im demografischen Übergang. Wie auch in anderen Ländern steigen die allgemeine Lebenserwartung, das Bildungsniveau und die Urbanisierung; die zusammengefasste Fruchtbarkeitsziffer pro Frau ist dagegen von 6,1 Kindern im Jahr 1960 auf 1,7 Kinder im Jahr 2018 gesunken und liegt damit unter dem Niveau, das zur langfristigen Bestandserhaltung notwendig ist. In derselben Zeit ging das jährliche Bevölkerungswachstum von 2,9 auf 0,8 Prozent zurück. Für die Zukunft wird deshalb mit einer abflachenden und dann sinkenden Bevölkerungskurve gerechnet. Zugleich wird mit einer starken Alterung der Bevölkerung gerechnet: bis 2050 soll die Zahl der Einwohner über 60 Jahre von 24 auf 66 Millionen steigen.
Die Bevölkerung Brasiliens ist sehr vielfältig und umfasst viele verschiedene Abstammungen und ethnische Gruppen. In den letzten Jahrhunderten entstand die Bevölkerung Brasiliens aus verschiedenen Einwanderungswellen, welche sich mit afrikanischen Sklaven und der indigenen Urbevölkerung vermischten. Die brasilianische Bevölkerung gilt als eine der am stärksten vermischten der Welt. Gleichzeitig ist sie linguistisch und religiös relativ homogen, da die große Mehrheit portugiesischsprachig und christlich ist. Auch der Anteil der Einwanderer ist, trotz der einst hohen Bedeutung der Einwanderung, nur noch sehr niedrig und über 99 % der Einwohner sind heute im eigenen Land geboren.
Die Erfassung der Bevölkerung und die Erhebung demografischer Indikatoren wird in Brasilien von dem Instituto Brasileiro de Geografia e Estatística (IBGE) durchgeführt. Brasilien führt seit 1872 eine periodische Volkszählung durch. Seit 1940 wird diese Volkszählung alle zehn Jahre durchgeführt.

## Historische Entwicklung
Vor der Besiedelung Brasiliens durch die portugiesischen Kolonialherren liegen keine validen Zählungen für die Bevölkerung des heutigen Brasiliens vor. Schätzungen reichen von einer bis fünf Millionen Einwohnern. Die Küstengebiete Brasiliens waren bereits vor 10.000 Jahren besiedelt. Diese vorkoloniale Bevölkerung bestand aus verschiedenen indianischen Stämmen. Die Bevölkerungsdichte war wahrscheinlich sehr dünn, da der dichte Dschungel keine großflächigen Siedlungen zuließ. Der portugiesische Seefahrer Pedro Álvares Cabral, der 1500 im Nordosten Brasiliens landete, gilt gemeinhin als europäischer Entdecker Brasiliens. Von diesem Zeitpunkt an wurde Brasilien von Europäern besiedelt, welche Landwirtschaft betrieben, Rohstoffe abbauten und Städte gründeten, während die indigene Bevölkerung durch eingeschleppte Krankheiten, Versklavung und Kriege einen Niedergang erlebte. Nachdem die meisten Indianer gestorben waren, herrschte ein Arbeitskräftemangel auf den von Europäern betriebenen Plantagen und es wurden massenhaft afrikanische Sklaven eingeführt. Während der Ära des atlantischen Sklavenhandels importierte Brasilien mehr afrikanische Sklaven als jedes andere Land. Im Zeitraum von 1501 bis 1888 wurden schätzungsweise vier Millionen Sklaven aus Afrika nach Brasilien gebracht. Viele wurden aus dem Königreich Kongo und dem heutigen Angola, Mosambik, Guinea-Bissau, Benin und Nigeria verschleppt. Im Vergleich zu den Vereinigten Staaten hatten Sklaven in Brasilien eine höhere Sterblichkeit und es kam zu einer stärkeren Vermischung mit der ansässigen Bevölkerung. 1872 waren bereits über ein Drittel der Bevölkerung gemischter Abstammung. Am 13. Mai 1888 wurde die Sklaverei von Kaiser Pedro II. abgeschafft.
Im 17. Jahrhundert lag die Bevölkerung bei ca. 300.000 Menschen und begann durch die zunehmende Erschließung des Landes schnell zu wachsen. Im 18. Jahrhundert kamen 600.000 Portugiesen (6.000 pro Jahr). Im Jahr 1800 hatte sich die Bevölkerung auf mehr als 3 Millionen gesteigert und damit verzehnfacht. Nach der Unabhängigkeit Brasiliens 1822 suchte die politische Führung die wenig erschlossenen, gemäßigten Zonen vor allem im Süden des Landes durch die Ansiedlung von europäischen Bauernfamilien zu entwickeln. Gleichzeitig sollte dadurch der Süden Brasiliens militärisch gegen eine eventuelle Bedrohung durch Argentinien geschützt werden. Der größte Zustrom europäischer Einwanderer nach Brasilien fand schließlich im späten 19. und frühen 20. Jahrhundert statt. Ein großer Teil von ihnen ging nach Südbrasilien, um dort als Kleinbauern zu arbeiten. Der größte Teil der Einwanderer ging jedoch in den Südosten Brasiliens, um auf den Kaffeeplantagen zu arbeiten. Die nach Südbrasilien entsandten Einwanderer waren hauptsächlich Deutsche (ab 1824 hauptsächlich aus der Pfalz, Pommern, Hamburg, Westfalen usw.), Italiener (ab 1875 hauptsächlich aus Venetien und der Lombardei), Österreicher, Polen, Ukrainer, Niederländer und Russen. Im Süden gründeten die Einwanderer ländliche Gemeinschaften, die auch heute noch eine starke kulturelle Verbindung zu ihren angestammten Heimatländern haben. Im Südosten Brasiliens waren die meisten Einwanderer Italiener, Portugiesen, Niederländer, Spanier, Litauer, Franzosen, Ungarn und aschkenasische Juden. Ende des 19. Jahrhunderts und Anfang des 20. Jahrhunderts migrierten Menschen aus dem damaligen Osmanischen Reich (vorwiegend heutiges Syrien und Libanon) und Japan in Brasiliens Städte. In dem Zeitraum von ungefähr 100 Jahren von 1872 bis 1975 empfing Brasilien mindestens 5,5 Millionen Einwanderer aus Europa und anderen Teilen der Welt. Dies waren in absteigender Reihenfolge zu 34 % Italiener, 29 % Portugiesen, 14 % Spanier, 5 % Japaner, 4 % Deutsche, 2 % Libanesen und Syrer und 12 % andere. Dem Trend mehrerer anderer Länder Amerikas folgend, der die Einwanderung aus vielen Ländern förderte, wurde Brasilien schnell zu einem Schmelztiegel von ethnischen Gruppen und Nationalitäten. Einwanderer fanden eine starke soziale und kulturelle Toleranz gegenüber Mischehen, woraus eine große Zahl von Mulatten (Europäer und Afrikaner), Caboclos (Indianer und Europäer) und Menschen europäischer, afrikanischer und indianischer Abstammung entstanden, obwohl dies nicht von einer völligen Abwesenheit von Rassismus begleitet war. Je nach Einwanderung können Bundesstaaten, Regionen, Städte, Kleinstädte und sogar Dörfer in Brasilien bis heute eine starke eigene kulturelle Prägung haben.
Die erste Volkszählung in Brasilien im Jahre 1872 ergab eine Einwohnerzahl von 9,9 Millionen Einwohnern. In der darauffolgenden Zeit erlebte das Land einen kulturellen und wirtschaftlichen Aufschwung. Dies sorgte dafür, dass Brasilien zu den am schnellsten wachsenden Ländern der Welt wurde, obwohl die relative Bedeutung der Einwanderung langsam abnahm. Die Kindersterblichkeit lag 1900 bei ca. 42 Prozent und sank bis 1950 auf ca. 23 Prozent. Bis 1940 war die Bevölkerung auf 41 Millionen Einwohner angewachsen. Das Wachstum begann sich schließlich in der zweiten Hälfte des 20. Jahrhunderts zu verlangsamen, da aufgrund von höherer Bildung und steigender Urbanisierung die Geburtenrate sank. Sie lag 2003 erstmals unter der Grenze von 2,1 Kindern pro Frau, nachdem sie historisch immer sehr hoch gelegen hatte. Aufgrund des noch jungen Durchschnittsalters der Bevölkerung stieg die Einwohnerzahl allerdings weiter an und überschritt 2013 die Marke von 200 Millionen. Im Laufe des 21. Jahrhunderts wird eine Alterung und Stagnation der Bevölkerungszahl erwartet. Für das 2060 wird mit 228 Millionen Einwohnern gerechnet. Eine Studie von The Lancet rechnet bei anhaltend niedriger Fertilität noch mit 164 Millionen Einwohnern im Jahr 2100.
| Jahr | Einwohnerzahl |
| ---- | ------------- |
| 1800 | 3.640.000     |
| 1850 | 7.250.000     |
| 1872 | 9.930.478     |
| 1890 | 14.333.915    |
| 1900 | 17.438.434    |
| 1920 | 30.635.605    |
| 1940 | 41.236.315    |
| 1950 | 51.944.397    |
| 1960 | 70.119.071    |
| 1970 | 93.139.037    |
| 1980 | 119.070.865   |
| 1991 | 146.917.459   |
| 2000 | 169.544.443   |
| 2010 | 192.755.799   |
| 2020 | 211.809.000   |

## Demografie

### Geburten und Sterbefälle
Brasilien hat nach wie vor einen natürlichen Geburtenüberschuss. Gleichwohl ist die Gesamtzahl der Geburten seit Mitte der 1990er Jahre gesunken, was an einer rasant fallenden Fertilitätsrate pro Frau liegt. Obwohl diese unter dem Bestandsniveau von 2,1 Kindern liegt, gibt es weiterhin einen natürlichen Überschuss, da das Durchschnittsalter in Brasilien noch relativ niedrig liegt. Wenn bestehende Trends anhalten, könnte Brasiliens Bevölkerung bis Mitte des Jahrhunderts anfangen zu schrumpfen. Die Kindersterblichkeit (der Anteil der Kinder, welche die ersten fünf Jahre ihres Lebens nicht überlebt) konnte dank besserer gesundheitlicher Versorgung der Bevölkerung von 19 % auf 1,5 % gesenkt werden.
| Periode   | Anzahl Geburten | Anzahl Geburten je 1000 Personen | Anzahl Todesfälle | Anzahl Todesfälle je 1000 Personen | Fertilität pro Frau | Kindersterblichkeit je 1000 Geburten |
| --------- | --------------- | -------------------------------- | ----------------- | ---------------------------------- | ------------------- | ------------------------------------ |
| 1950–1955 | 12.780.000      | 43,9                             | 4.519.000         | 15,5                               | 6,10                | 190                                  |
| 1955–1960 | 14.391.000      | 42,7                             | 4.745.000         | 14,1                               | 6,06                | 173                                  |
| 1960–1965 | 16.085.000      | 41,4                             | 4.891.000         | 12,6                               | 5,97                | 154                                  |
| 1965–1970 | 16.599.000      | 37,2                             | 4.860.000         | 10,9                               | 5,34                | 135                                  |
| 1970–1975 | 16.938.000      | 33,5                             | 4.836.000         | 9,6                                | 4,63                | 118                                  |
| 1975–1980 | 18.476.000      | 32,4                             | 4.999.000         | 8,8                                | 4,24                | 104                                  |
| 1980–1985 | 19.745.000      | 30,9                             | 5.164.000         | 8,1                                | 3,80                | 87                                   |
| 1985–1990 | 18.899.000      | 26,6                             | 5.170.000         | 7,3                                | 3,14                | 67                                   |
| 1990–1995 | 18.217.000      | 23,4                             | 5.200.000         | 6,7                                | 2,72                | 51                                   |
| 1995–2000 | 18.089.000      | 21,5                             | 5.318.000         | 6,3                                | 2,47                | 41                                   |
| 2000–2005 | 16.848.000      | 18,7                             | 5.511.000         | 6,1                                | 2,13                | 34                                   |
| 2005–2010 | 15.331.000      | 16,1                             | 5.744.000         | 6,0                                | 1,86                | 24                                   |
| 2010–2015 | 14.877.000      | 14,9                             | 6.135.000         | 6,1                                | 1,77                | 18                                   |
| 2015–2020 | 14.672.000      | 14,1                             | 6.691.000         | 6,4                                | 1,74                | 15                                   |

Quelle: UN World Population Prospects

### Ethnische Gruppen
Ethnische Gruppen in Brasilien (Volkszählung 2010)

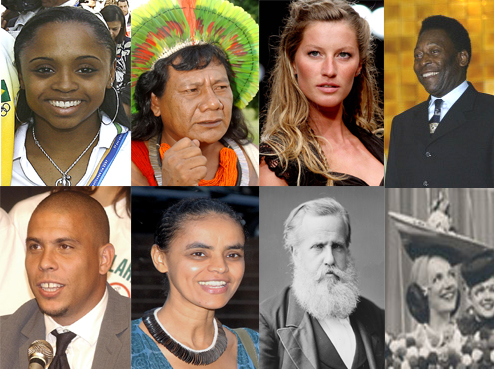
Ethnische Vielfalt in Brasilien

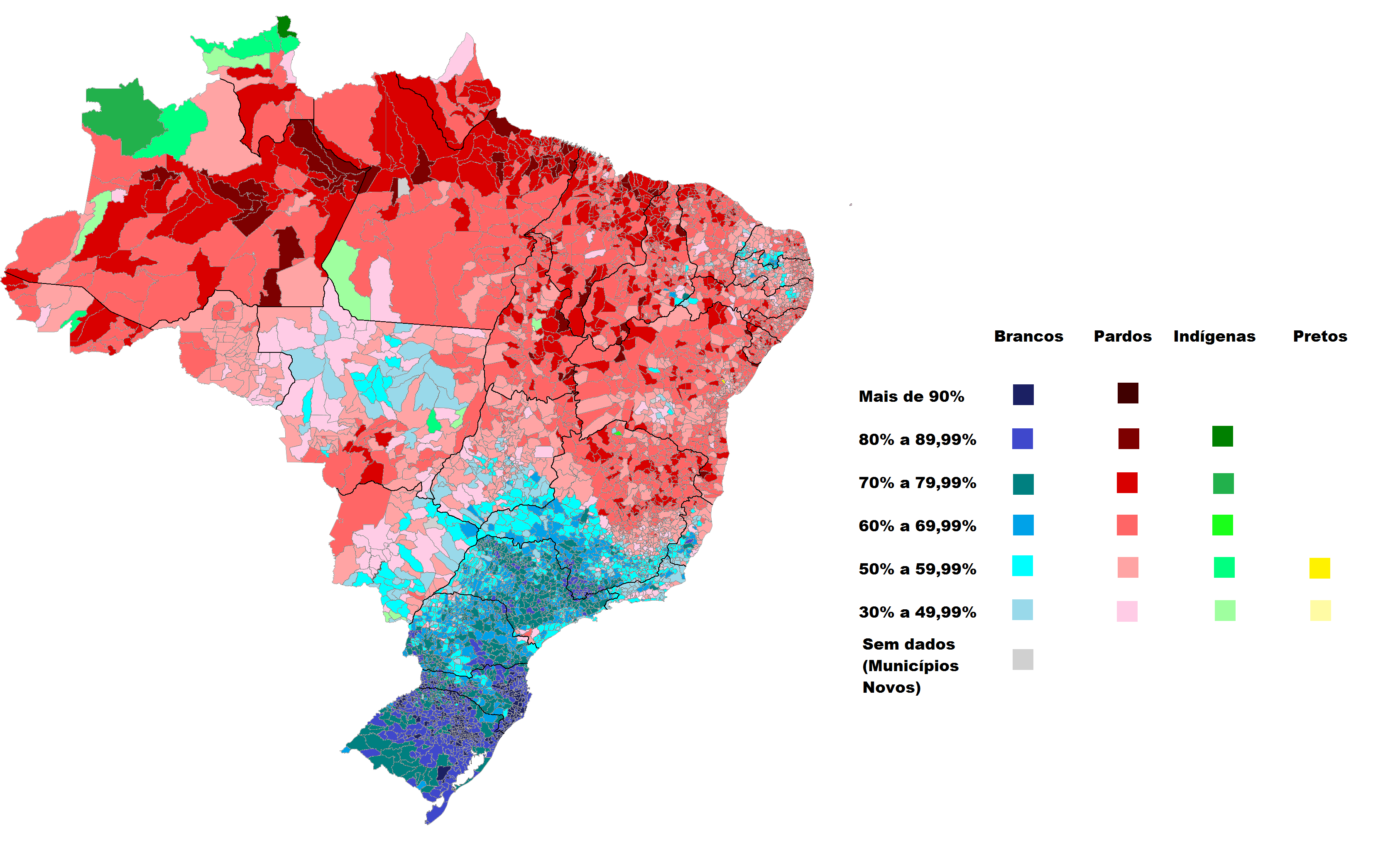
Gemeinde nach größter ethnischer Gruppe (2010)
Blau= Weiße
Rot = Farbige
Grün = Indigene
Gelb = Schwarze

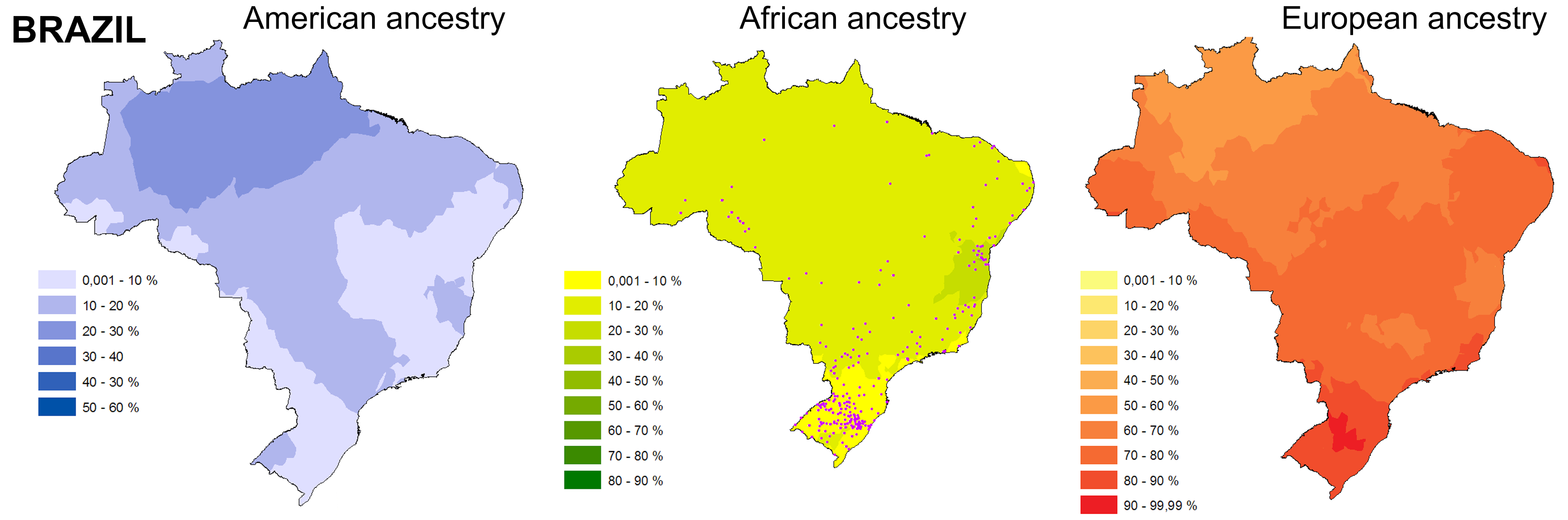
Genetische Abstammung nach Region

Der Großteil der brasilianischen Bevölkerung stammt von mehreren Hauptquellenpopulationen (entweder allein oder häufiger in unterschiedlichen Kombinationen in unterschiedlichem Ausmaß gemischt); frühe europäische Siedler (hauptsächlich ethnische Portugiesen), spätere Migranten aus Europa, dem Mittleren Osten und Asien, Nachkommen von Sklaven aus Afrika südlich der Sahara und indigene Völker in Brasilien (hauptsächlich Tupi und Guaraní, aber auch von anderen indigenen ethnischen Gruppen). Aufgrund der Durchmischung der Bevölkerung sind ethnische Kategorien weniger klar umrissen als in anderen Ländern und können auch stark subjektiv sein. Bei den Volkszählungen kann die Bevölkerung aus folgenden fünf ethnischen Kategorien zur Selbstidentifizierung wählen: Branco (Weiße), Pardo (Braune/Farbige), Preto (Schwarze), Amarelo (Gelbe/Asiaten) und Indígena (indigene). Ethnische Grenzen sind oft fließend, so dass viele Weiße in Brasilien nicht rein europäischer Abstammung sind und Schwarze meist nicht rein afrikanischer Abstammung. Laut der meisten Studien ist die Gesamtbevölkerung genetisch zu knapp zwei Dritteln europäischer Herkunft, wobei insgesamt weniger als zwei Drittel rein europäischer Abstammung sind. Laut einer genetischen Studie aus dem Jahre 2013 ist die Bevölkerung Brasiliens im Durchschnitt zu ca. 60 % europäischer Abstammung, zu ca. 25 % afrikanischer Abstammung und zu ca. 15 % indianischer Abstammung. Europäische Abstammungslinien sind am stärksten im Süden des Landes verbreitet mit 74 % und am wenigsten im Norden mit 51 %. Afrikanische Gene sind am stärksten im Nordosten verbreitet mit 28 % und am schwächsten im Süden mit 15 %. Indigene Abstammung ist am stärksten im dünn besiedelten Norden des Landes verbreitet mit 32 % und am schwächsten im Süden mit 11 %. Übergänge zwischen ethnischen Gruppen sind in Brasilien oft fließend, da die große Mehrheit der Bevölkerung von mehr als einer Bevölkerungsgruppe abstammt. So waren Brasilianer, die sich selbst als Weiße bezeichnen, zu 75 % europäischer Abstammung, während Brasilianer, die sich selbst als Schwarze bezeichnen, zu 58 % afrikanischer Abstammung waren. Die meisten anderen Studien kommen zu vergleichbaren Ergebnissen. Alle Studien zeigen zudem, dass die väterliche Abstammungslinie stärker europäisch geprägt ist als die mütterliche.
Laut der Volkszählung von 2010 gab es mehr als 91 Millionen Europäer oder weiße Brasilianer, was 47,7 % der brasilianischen Bevölkerung entspricht. Als weiße Brasilianer gelten Menschen, die ausschließlich oder größtenteils von europäischen Einwanderern abstammen, obwohl die meisten Brasilianer einen gewissen Grad an europäischer Abstammung haben. Weiße Brasilianer sind auf dem gesamten Territorium Brasiliens anzutreffen, obwohl sie sich am stärksten auf den Süden und Südosten des Landes konzentrieren und dort die große Mehrheit der Bevölkerung stellen. Im Süden Brasiliens waren nämlich die klimatischen und geologischen Bedingungen so beschaffen, dass Europäer hier leben und mit den ihnen vertrauten Methoden Landwirtschaft betreiben konnten. Weiße leben in Brasilien seit der europäischen Besiedelung des Landes im frühen 16. Jahrhundert. Die ersten europäischen Siedler kamen vorwiegend aus Portugal. Fast eine Million Europäer waren bis 1800 in Brasilien angekommen. Im Jahr 1872 waren 38,1 % der Bevölkerung Weiße. Die Regierung Brasiliens begann danach, die europäische Einwanderung zu fördern, um nach den rassistischen Kriterien der Eugenik für eine „Verbesserung“ der Bevölkerung zu sorgen und zusätzlich die Besiedelung und wirtschaftliche Entwicklung zu fördern. Ein Boom ereignete sich deshalb im 19. und 20. Jahrhundert, als Millionen Europäer nach Brasilien einwanderten. Die Migranten kamen aus fast allen europäischen Ländern, darunter häufig Portugal, Italien, Deutschland, Spanien, Polen, Ukraine, Schweiz und Österreich. Es gibt heute in Brasilien allein über 30 Millionen Personen italienischer und zwischen 5 und 12 Millionen Einwohner deutscher Abstammung. Ebenfalls meist zur weißen Bevölkerung werden Einwanderer aus dem Nahen Osten gezählt, welche in verschiedenen brasilianischen Städten eine ökonomisch bedeutende Minderheit stellen. Die meisten kamen aus dem heutigen Libanon und Syrien und wurden damals fälschlicherweise als Türken (Turcos) bezeichnet, weil diese Staaten bis 1920 dem Osmanischen Reich (umgangssprachlich als „Türkei“ bezeichnet) gehörten. Die Anzahl der Personen libanesischer Abstammung wird auf 7 bis 10 Millionen geschätzt. Dank dieser Einwanderer stieg der Anteil der Weißen bis 1940 auf über 63 %. Bis 2010 sank er schließlich wieder auf weniger als 50 % ab, womit Weiße in Brasilien erstmals seit 1890 wieder die Minderheit stellten. Gründe dafür könnten zunehmender Vermischung, geringeren Geburtenraten bei Weißen im Vergleich zu anderen Gruppen und auch sich ändernde Selbstidentifikation sein.
Laut der Volkszählung von 2010 machen Pardos (braune oder farbige Brasilianer) 43,1 % der brasilianischen Bevölkerung aus. Das sind 82,3 Millionen Menschen. Brasilianer gemischter Ethnie leben auf dem gesamten Territorium Brasiliens. Ihr Anteil ist allerdings besonders hoch im Norden Brasiliens. Obwohl laut DNA-Tests die meisten Brasilianer einen gewissen Grad an gemischter Abstammung besitzen, klassifizierten sich weniger als 45 % der Bevölkerung des Landes aufgrund Hautfarbe oder Aussehens als Teil dieser Gruppe. Die Pardos können eine Mischung aus Europäern, levantinischen Arabern, Juden, Afrikanern, Indianern, Roma oder Asiaten sein. Brasilien hat keine spezifischen Kategorien für Menschen gemischter Herkunft wie zum Beispiel Mestizen oder Mulatten, sondern eine Kategorie von Pardo (braun), zu der sehr verschiedene Abstammungen gehören können. Pardos können deshalb mehrheitlich europäischer, afrikanischer oder indianischer oder jeder anderen Abstammung sein.
Preto (Schwarze oder Afrobrasilianer) sind Menschen, die ausschließlich oder größtenteils von ehemaligen afrikanischen Sklaven oder Einwanderern aus Afrika abstammen. Laut der Volkszählung von 2010 gibt es 14,5 Millionen Afrobrasilianer, die 7,61 % der brasilianischen Bevölkerung ausmachen, obwohl eine deutlich größere Anzahl von Brasilianern zu einem gewissen Grad afrikanische Abstammung hat. Die meisten Afrobrasilianer stammen von westafrikanischen Volksgruppen sowie von Bantu-Völkern aus Ost- und Zentralafrika ab. Vor der Abschaffung war das Wachstum der schwarzen Bevölkerung hauptsächlich auf den Erwerb neuer Sklaven aus Afrika zurückzuführen. In Brasilien verzeichnete die schwarze Bevölkerung während der Jahrhunderte andauernde Zeit der Sklaverei ein negatives natürliches Wachstum. Dies war auf die niedrige Lebenserwartung der Sklaven zurückzuführen, die etwa sieben Jahre betrug. Die Befreiung der schwarzen Bevölkerung erfolgte 1888 und damit erst sehr spät. Als typisch für Teile der schwarzen Bevölkerung gelten die Ausübung von afrobrasilianischen Religionen oder des Spiritismus. Schwarze Brasilianer gelten auch heute noch als sozioökonomisch benachteiligt. Als ein Zentrum der Afrobrasilianer und ihrer Kultur gilt der Nordosten Brasilien einschließlich des Bundesstaates Bahia und seiner Hauptstadt Salvador.
Laut der Volkszählung von 2010 sind 2,3 Millionen Menschen asiatischer Abstammung oder 1,2 % der brasilianischen Bevölkerung. Die überwiegende Mehrheit der asiatischen Brasilianer hat ihren Ursprung in Japan. Die ersten japanischen Einwanderer kamen 1908 nach Brasilien. Bis in die 1950er Jahre wanderten mehr als 250.000 Japaner nach Brasilien aus. Derzeit wird die japanisch-brasilianische Bevölkerung auf 1,5 Millionen Menschen geschätzt. Es ist die größte ethnische japanische Bevölkerung außerhalb Japans, dicht gefolgt von der japanischen Gemeinschaft in den Vereinigten Staaten. Andere ostasiatische Gruppen sind auch in Brasilien von Bedeutung. Es gibt kleinere Minderheiten koreanischer und chinesischer Abstammung. Über 70 % der asiatischen Brasilianer sind im Bundesstaat São Paulo konzentriert.
Laut der Volkszählung von 2010 sind ca. 0,6 Millionen Menschen indigen, was nur ca. 0,4 % der brasilianischen Bevölkerung sind. Damit hat Brasilien einen der geringsten Anteile indigener Bevölkerung unter den Staaten des amerikanischen Kontinents und liegt somit weit hinter anderen lateinamerikanischen Staaten. Vor der Europäischen Kolonisation lebten mehrere Millionen Indigene in verschiedenen Stämmen, welche von Jagd, Fischerei, Sammeln und Landwirtschaft lebten. Viele Stämme starben infolge der europäischen Besiedlung aus oder wurden in die brasilianische Bevölkerung assimiliert. Ihre Bevölkerung sank deshalb um über 90 % und erholte sich erst innerhalb der letzten Dekaden wieder. Die indigene Bevölkerung ist heute vorwiegend im Norden Brasiliens konzentriert, wo im Amazonasgebiet weiterhin Isolierte Völker und unkontaktierte Stämme leben.
Auch wenn die brasilianische Gesellschaft offiziell als farbenblind und laut dem Soziologen Gilberto Freyre als ethnische Demokratie (Democracia racial) gilt, welche Rassismus und Diskriminierung überwunden hat, gibt es starke sozioökonomische Unterschiede, die auf Ethnie und Hautfarbe beruhen. Laut Studien haben farbige und schwarze Brasilianer ein deutlich geringeres Durchschnittseinkommen, einen höheren Anteil an Analphabeten und eine niedrigere Lebenserwartung als Weiße. Sie sind außerdem in Medien, Kultur, Wirtschaft und Politik unterrepräsentiert und sind häufiger Täter und Opfer von Verbrechen.
| Bundesstaat         | Branco (Weiße) | Preto (Schwarze) | Pardo (Farbige) | Amarelo (Asiaten) | Indígena (Indigene) | Keine Angabe |
| ------------------- | -------------- | ---------------- | --------------- | ----------------- | ------------------- | ------------ |
| Acre                | 23,3           | 5,7              | 66,9            | 2                 | 2,1                 | 0            |
| Alagoas             | 31             | 6,6              | 60,8            | 1,1               | 0,4                 | 0            |
| Amapá               | 23,8           | 8,4              | 65,7            | 1,1               | 1,1                 | 0            |
| Amazonas            | 21,2           | 4,1              | 69              | 0,9               | 4,8                 | 0            |
| Bahia               | 22             | 17               | 59,5            | 1,2               | 0,4                 | 0            |
| Ceará               | 31,6           | 4,6              | 62,3            | 1,2               | 0,2                 | 0            |
| Distrito Federal    | 41,8           | 7,6              | 48,6            | 1,7               | 0,3                 | 0            |
| Espírito Santo      | 42,1           | 8,3              | 48,7            | 0,6               | 0,3                 | 0            |
| Goiás               | 41,4           | 6,5              | 50,3            | 1,7               | 0,1                 | 0            |
| Maranhão            | 21,9           | 9,6              | 66,9            | 1,1               | 0,5                 | 0            |
| Mato Grosso         | 37,2           | 7,4              | 52,8            | 1,2               | 1,4                 | 0            |
| Mato Grosso do Sul  | 46,8           | 4,9              | 44,1            | 1,2               | 2,9                 | 0            |
| Minas Gerais        | 45,1           | 9,2              | 44,6            | 1                 | 0,2                 | 0            |
| Pará                | 21,6           | 7                | 69,9            | 0,9               | 0,5                 | 0            |
| Paraíba             | 39,7           | 5,6              | 52,9            | 1,2               | 0,5                 | 0            |
| Paraná              | 70,1           | 3,1              | 25,4            | 1,2               | 0,2                 | 0            |
| Pernambuco          | 36,5           | 6,4              | 55,5            | 1                 | 0,6                 | 0            |
| Piauí               | 24,2           | 9,3              | 64,3            | 2,1               | 0,1                 | 0            |
| Rio de Janeiro      | 47,4           | 12,1             | 39,6            | 0,8               | 0,1                 | 0            |
| Rio Grande do Norte | 40,8           | 5,2              | 52,8            | 1,1               | 0,1                 | 0            |
| Rio Grande do Sul   | 83,2           | 5,5              | 10,6            | 0,3               | 0,3                 | 0            |
| Rondônia            | 35             | 6,8              | 55,8            | 1,4               | 0,9                 | 0,1          |
| Roraima             | 20,9           | 6                | 60,9            | 1                 | 11,2                | 0            |
| Santa Catarina      | 83,9           | 2,9              | 12,6            | 0,4               | 0,3                 | 0            |
| São Paulo           | 63,7           | 5,4              | 29,4            | 1,4               | 0,1                 | 0            |
| Sergipe             | 27,7           | 8,9              | 61,8            | 1,3               | 0,3                 | 0            |
| Tocantins           | 24,5           | 9,1              | 63,6            | 2                 | 0,9                 | 0            |

| Region              | Branco (Weiße) | Preto (Schwarze) | Pardo (Farbige) | Amarelo (Asiaten) | Indígena (Indigene) | Keine Angabe |
| ------------------- | -------------- | ---------------- | --------------- | ----------------- | ------------------- | ------------ |
| Brasilien           | 47,5           | 7,5              | 43,4            | 1,1               | 0,4                 | 0            |
| Região Centro-Oeste | 41,5           | 6,6              | 49,4            | 1,5               | 0,9                 | 0            |
| Região Norte        | 23,2           | 6,5              | 67,2            | 1,1               | 1,9                 | 0            |
| Região Nordeste     | 29,2           | 9,4              | 59,8            | 1,2               | 0,4                 | 0            |
| Região Sudeste      | 54,9           | 7,8              | 36              | 1,1               | 0,1                 | 0            |
| Região Sul          | 78,3           | 4                | 16,7            | 0,7               | 0,3                 | 0            |

### Bevölkerungsverteilung

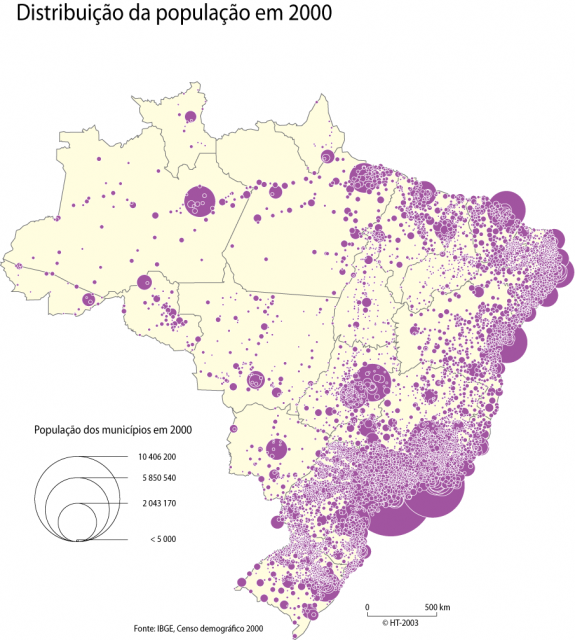
Bevölkerungsverteilung Brasiliens

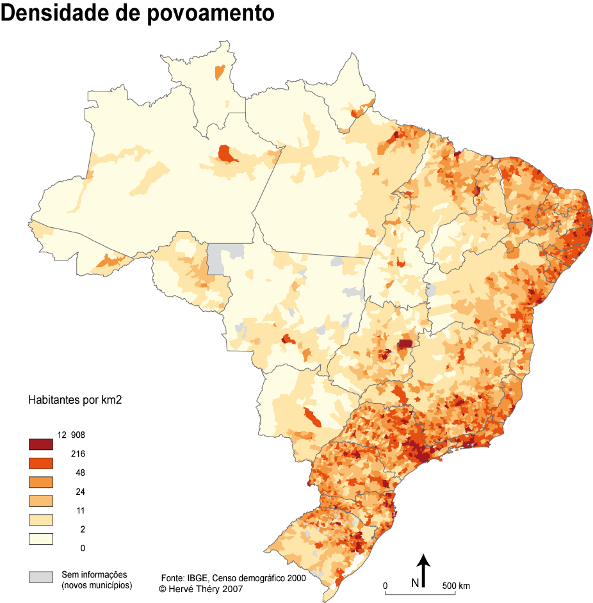
Bevölkerungsdichte Brasiliens

Die Bevölkerungsverteilung in Brasilien ist sehr ungleichmäßig. Die Mehrheit der Brasilianer lebt im Umkreis von 300 Kilometern um die Küste, während das Landesinnere um das Amazonasbecken fast menschenleer ist. Daher liegen die dicht besiedelten Gebiete an der Küste und die dünn besiedelten Gebiete im Landesinneren. Dieses historische Muster wird durch die jüngsten Bewegungen ins Landesinnere wenig verändert, wo Land erschlossen und neue Städte wie Manaus gegründet wurden. Brasilien ist in 26 Bundesstaaten und den Distrito Federal do Brasil gegliedert. Die drei bevölkerungsreichsten Bundesstaaten sind 2019 São Paulo (46 Millionen), Minas Gerais (21 Millionen) und Rio de Janeiro (16 Millionen). Insgesamt leben in der Região Sudeste (Südost) und Região Sul (Süden) mehr als die Hälfte der Bevölkerung Brasiliens. Hier wird ebenso die große Mehrheit der Wirtschaftsleistung erbracht. Als dünn besiedelt und unterentwickelt gilt dagegen die Região Norte (Norden).
Brasilien gehört zu den am meisten verstädterten Ländern der Welt und 2018 lebten 86,8 % der Bevölkerung in Städten (1960 waren es noch 46,1 %). Die größten städtischen Agglomerationen in Brasilien sind São Paulo, Rio de Janeiro und Belo Horizonte – alle in der südöstlichen Region – mit 21,7, 12,8 bzw. 6,0 Millionen Einwohnern. São Paulo und Rio de Janeiro sind weitaus größer als jede andere brasilianische Stadt. Der Einfluss São Paulos in den meisten wirtschaftlichen Aspekten lässt sich auf nationaler (und sogar internationaler) Ebene feststellen; andere brasilianische Metropolen sind weniger bedeutend, auch wenn Rio de Janeiro (teilweise aufgrund seines früheren Status als Landeshauptstadt) neben dem kulturellen Zentrum Brasiliens immer noch den Hauptsitz verschiedener Großunternehmen beherbergt. Die meisten Städte in Brasilien erlebten über die letzten Jahrzehnte ein rasantes Wachstum und verfügen über eine hohe Bevölkerungsdichte. Um den Kern der meisten Städte haben sich sogenannte Favelas, Armenviertel mit unzureichender Infrastruktur, gebildet.
| Rang | Metropolregion                | Bundesstaat                         | Einwohnerzahl (2019) |
| ---- | ----------------------------- | ----------------------------------- | -------------------- |
| 1    | Metropolregion São Paulo      | São Paulo                           | 21.734.682           |
| 2    | Metropolregion Rio de Janeiro | Rio de Janeiro                      | 12.763.459           |
| 3    | Metropolregion Belo Horizonte | Minas Gerais                        | 5.961.895            |
| 4    | Metropolregion Brasília       | Distrito Federal Goiás Minas Gerais | 4.627.771            |
| 5    | Metropolregion Porto Alegre   | Rio Grande do Sul                   | 4.340.733            |
| 6    | Metropolregion Fortaleza      | Ceará                               | 4.106.245            |
| 7    | Metropolregion Recife         | Pernambuco                          | 4.079.575            |
| 8    | Metropolregion Salvador       | Bahia                               | 3.929.209            |
| 9    | Metropolregion Curitiba       | Paraná                              | 3.654.960            |
| 10   | Metropolregion Campinas       | São Paulo                           | 3.264.915            |

### Sprache
Die Amtssprache Brasiliens ist laut Artikel 13 der Verfassung Portugiesisch, welches von fast der gesamten Bevölkerung gesprochen wird und praktisch die einzige Sprache ist, die in Zeitungen, Radio und Fernsehen sowie für geschäftliche und administrative Zwecke verwendet wird. Brasilien ist die einzige portugiesischsprachige Nation auf dem amerikanischen Kontinent, was die Sprache zu einem wichtigen Teil der brasilianischen nationalen Identität macht und ihr eine nationale Kultur verleiht, die sich von der ihrer spanischsprachigen Nachbarn unterscheidet.
Das brasilianische Portugiesisch hat eine eigene Entwicklung genommen, die größtenteils den zentralen und südlichen Dialekten des europäischen Portugiesisch aus dem 16. Jahrhundert ähnelt (trotz einer sehr beträchtlichen Anzahl portugiesischer Kolonialsiedler und neuerer Einwanderer, die aus den nördlichen Regionen und in geringerem Maße aus dem portugiesischen Makaronesien kamen), wobei einige wenige Einflüsse von indianischen und afrikanischen Sprachen kamen. Deshalb unterscheidet sich der Dialekt, vor allem in der Phonologie, etwas von der Sprache Portugals und anderer portugiesischsprachiger Länder (die Dialekte der anderen Länder haben, auch weil sie länger portugiesische Kolonien blieben, eine engere Verbindung zum zeitgenössischen europäischen Portugiesisch). Diese Unterschiede sind vergleichbar mit denen zwischen amerikanischem und britischem Englisch.
In der ganzen Nation werden Minderheitensprachen gesprochen. Über achtzig indianische Sprachen werden in abgelegenen Gebieten gesprochen. Die wichtigsten Familien der indigenen Sprachen sind Tupí, Arawak, Carib und Gę. Eine beträchtliche Anzahl weiterer Sprachen wird von Einwanderern und ihren Nachkommen gesprochen. In den südlichen und südöstlichen Regionen gibt es bedeutende Gemeinschaften deutscher (meist brasilianisches Hunsrückisch, ein hochdeutscher Sprachdialekt) und italienischer (meist venezianischer Dialekt) Herkunft, deren Muttersprachen von ihren Vorfahren nach Brasilien mitgebracht wurden und die, dort noch gesprochen, von der portugiesischen Sprache beeinflusst wurden. Es wird geschätzt, dass ca. 1,5 Millionen Menschen in Brasilien Deutsch sprechen. Das Japanische bildet eine weitere Minderheitensprache.
Die häufigsten Fremdsprachen in Brasilien sind Spanisch und Englisch.

### Religion
Der römische Katholizismus ist der vorherrschende Glaube des Landes. Brasilien hat die größte katholische Bevölkerung der Welt und die zweitgrößte christliche Bevölkerung. Laut der Volkszählung von 2010 folgten 64,6 % der Bevölkerung dem römischen Katholizismus, 22,2 % dem Protestantismus, 2,0 % dem Spiritismus bzw. afrobrasilianischen Religionen, 3,2 % sind Anhänger von anderen Religionen, nicht erklärt oder unbestimmt, während 8,0 % keine Religion haben. Kleinere Minderheiten bilden Juden, Muslime und Buddhisten. Im Jahr 1891, als die erste republikanische Verfassung Brasiliens verabschiedet wurde, hatte Brasilien keine offizielle Religion mehr und ist seitdem säkular geblieben, obwohl die katholische Kirche und später auch protestantische Gruppen politischen Einfluss besitzen. Die brasilianische Verfassung garantiert die Religionsfreiheit und verbietet strengstens die Unterdrückung jeder Religion.
Das Christentum entstand aus der Begegnung der katholischen Kirche mit den religiösen Traditionen versklavter afrikanischer Völker und indigener Völker. Dieses Zusammentreffen von Glaubensrichtungen während der portugiesischen Kolonisierung Brasiliens führte zur Entwicklung einer vielfältigen Anzahl an synkretistischen Praktiken innerhalb des übergreifenden Dachs der brasilianischen katholischen Kirche, die durch traditionelle portugiesische Feste und in einigen Fällen durch Allan Kardecs Spiritismus (eine Religion, die Elemente des Spiritismus und Christentums enthält) gekennzeichnet ist. Der religiöse Pluralismus nahm im 20. Jahrhundert zu, und die protestantische Gemeinschaft ist auf über 22 % der Bevölkerung angewachsen und könnte in Zukunft zur größten Konfession des Landes aufsteigen. Die liegt zum größten Teil an Konversion von Katholiken zum Protestantismus. Die am weitesten verbreiteten protestantischen Konfessionen sind die Anhänger der Pfingstbewegung. Nach dem Protestantismus sind auch Personen, die sich zu keiner Religion bekennen, eine bedeutende Gruppe, die bei der Volkszählung von 2010 mehr als 8 % der Bevölkerung ausmachte.
| Religion          | 1970   | 1980   | 1991   | 2000   | 2010   |
| ----------------- | ------ | ------ | ------ | ------ | ------ |
| Katholizismus     | 91,8 % | 89,0 % | 83,3 % | 73,9 % | 64,6 % |
| Protestantismus   | 5,2 %  | 6,6 %  | 9,0 %  | 15,6 % | 22,2 % |
| Keine Religion    | 0,8 %  | 1,6 %  | 4,7 %  | 7,4 %  | 8,0 %  |
| Spiritismus       |        | 0,7 %  | 1,1 %  | 1,3 %  | 2,0 %  |
| andere Religionen |        | 1,3 %  | 1,4 %  | 1,8 %  | 3,2 %  |

### Gesundheit
Das brasilianische öffentliche Gesundheitssystem, das Sistema Único de Saúde (SUS), wurde im Jahr 1990 gegründet und ist das weltweit größte System dieser Art. Es soll für die allgemeine gesundheitliche Versorgung der Bevölkerung sorgen. Auf der anderen Seite spielen das private Gesundheitssystem eine ergänzende Rolle. Probleme bei der Gesundheitsversorgung ergeben sich allerdings durch Geldmangel, schlechte Organisation, Korruption und Mangel an Personal. Ebenfalls besteht ein großer Unterschied in der Qualität der medizinischen Versorgung zwischen ländlichen und städtischen Regionen sowie zwischen dem reicheren Süden und dem ärmeren Norden des Landes. Die Gesundheitsausgaben als Anteil des Bruttoinlandsprodukt beliefen sich 2017 auf 9,5 % und lagen damit über dem Wert der meisten Schwellenländer.
Trotz der Probleme im Gesundheitswesen konnten die meisten Gesundheitsindikatoren des Landes stetig verbessert werde. Der Hunger konnte nahezu vollständig zurückgedrängt werden. Die Kindersterblichkeit sank von 16,9 % im Jahr 1960 auf 1,4 % im Jahr 2018 bei gleichzeitig ebenfalls sinkender Müttersterblichkeit. Die Lebenserwartung der Gesamtbevölkerung lag 1900 bei 29, 1960 bei 54,1 und 2018 bei 75,6 Jahren. Bei Indikatoren wie der Mortalität ergeben sich starke regionale Unterschiede. Die Bundesstaaten mit der höchsten Lebenserwartung waren 2017 Santa Catarina (79,5), Espírito Santo (78,5) und São Paulo (78,4) und die mit der niedrigsten waren Rondônia (71,5), Piauí (71,2) und Maranhão (70,9).
Auch die Zahl der Todesfälle durch nicht übertragbare Krankheiten wie Herz-Kreislauf-Erkrankungen und Krebs hat einen erheblichen Einfluss auf die Gesundheit der brasilianischen Bevölkerung. Ebenfalls verursachen externe, aber vermeidbare Faktoren wie Autounfälle, sonstige Unfälle oder Morde einen relativen hohen Anteil der Todesfälle. Ein weiteres Gesundheitsrisiko stellt der hohe Anteil an übergewichtigen Personen dar. 2016 waren 22,1 % der Bevölkerung adipös und 56,6 % waren übergewichtig. 2018 lag die Prävalenz von HIV in der Altersgruppe von 15 bis 49 Jahren in Brasilien bei 0,5 %. Ein erster Fall der COVID-19-Pandemie in Brasilien wurde am 25. Februar 2020 berichtet. Mitte 2020 gehörte Brasilien zu den am schwersten betroffenen Ländern der Pandemie.
Entwicklung der Lebenserwartung

Lebenserwartung in Brasilien

1900 bis 1950. Quelle: Our World In Data
| Jahr                         | 1900 | 1910 | 1920 | 1930 | 1940 | 1945 |
| ---------------------------- | ---- | ---- | ---- | ---- | ---- | ---- |
| Lebenserwartung in Brasilien | 29,0 | 31,0 | 32,0 | 34,0 | 37,0 | 42,3 |

1950 bis 2015. Quelle: UN World Population Prospects
Entwicklung der Lebenserwartung
| Zeitraum  | Lebenserwartung in Jahren | Zeitraum  | Lebenserwartung in Jahren |
| --------- | ------------------------- | --------- | ------------------------- |
| 1950–1955 | 50,8                      | 1985–1990 | 65,4                      |
| 1955–1960 | 53,0                      | 1990–1995 | 67,3                      |
| 1960–1965 | 55,4                      | 1995–2000 | 69,3                      |
| 1965–1970 | 57,8                      | 2000–2005 | 71,0                      |
| 1970–1975 | 59,9                      | 2005–2010 | 72,8                      |
| 1975–1980 | 61,8                      | 2010–2015 | 74,3                      |
| 1980–1985 | 63,5                      | 2015–2020 | 75,6                      |

### Bildung
Die Bundesverfassung und das Gesetz über Richtlinien und Grundlagen der Volksbildung legen fest, dass der Bund, die Staaten und die Gemeinden ihre jeweiligen Bildungssysteme verwalten und organisieren müssen. Jedes dieser öffentlichen Bildungssysteme ist für seine eigene Instandhaltung verantwortlich, die sowohl die Mittel als auch die Mechanismen und Finanzierungsquellen verwaltet. Die Verfassung reserviert 25 % des Staatshaushalts und 18 % der Bundes- und Gemeindesteuern für das Bildungswesen. Insgesamt belaufen sich die Bildungsausgaben Brasiliens 2015 auf 6,1 Prozent des Bruttoinlandsprodukts. In Brasilien besteht Schulpflicht für Kinder zwischen sieben und vierzehn Jahren, welche jedoch nicht lückenlos überwacht wird. Seit einer Bildungsreform 1971 gibt es keine Differenzierungen in verschiedene Schultypen, sondern allgemein eine neunjährige Grundschule und einen mindestens dreijährigen Sekundarschulbereich. Dieser kann allgemeinbildend oder berufsbildend durchlaufen werden.
Einem Bericht der Weltbank zufolge haben sich diese nationalen Bildungspolitiken an den weltweit besten Praktiken orientiert, und die Umsetzung war nachhaltig und effektiv bei der Verbesserung der Leistung und der Ergebnisse des Bildungswesens in Brasilien. Obwohl Brasilien bedeutende Fortschritte bei der Verbesserung der Qualifikationen der Arbeitskräfte gemacht hat, liegt Brasilien im Vergleich zu den OECD-Ländern und anderen Ländern mit mittlerem Einkommen unter dem Durchschnitt, was das Lernniveau, die Abschlussquoten der Sekundarstufe und die Effizienz betrifft. Darüber hinaus sind auch die Nichtteilnahme- und Abbrecherquoten gestiegen. Ebenso sind diese Faktoren in einkommensschwachen Gebieten, in denen die Qualität der Bildung weitgehend unter dem erwarteten Niveau bleibt, besonders hoch. Trotz der relativ hohen Ausgaben, welche brasilianischen Schulen zugutekommen, schnitt das Land im internationalen Schülervergleich PISA mehrmals hintereinander nur unterdurchschnittlich ab.
In Brasilien befinden sich private Schulen im Aufschwung und 2019 gingen 20 % der Schüler in private Schulen. Besonders von der Mittelschicht werden diese bevorzugt, da die öffentlichen Schulen als ineffizient gelten. Mit Kroton Educacional kommt das weltgrößte private Bildungsunternehmen aus Brasilien. Auch brasilianische Universitäten gelten im lateinamerikanischen Vergleich als führend und laut dem Ranking Times Higher Education sind 7 der 10 besten Universitäten in Lateinamerika aus Brasilien. Den ersten Platz in Brasilien belegte dabei die Universidade de São Paulo.
Alphabetisierungsrate
| Alphabetisierung | Anteil (2018) |
| ---------------- | ------------- |
| Gesamt           | 93,2 %        |
| Männer           | 93,0 %        |
| Frauen           | 93,4 %        |

### Soziales

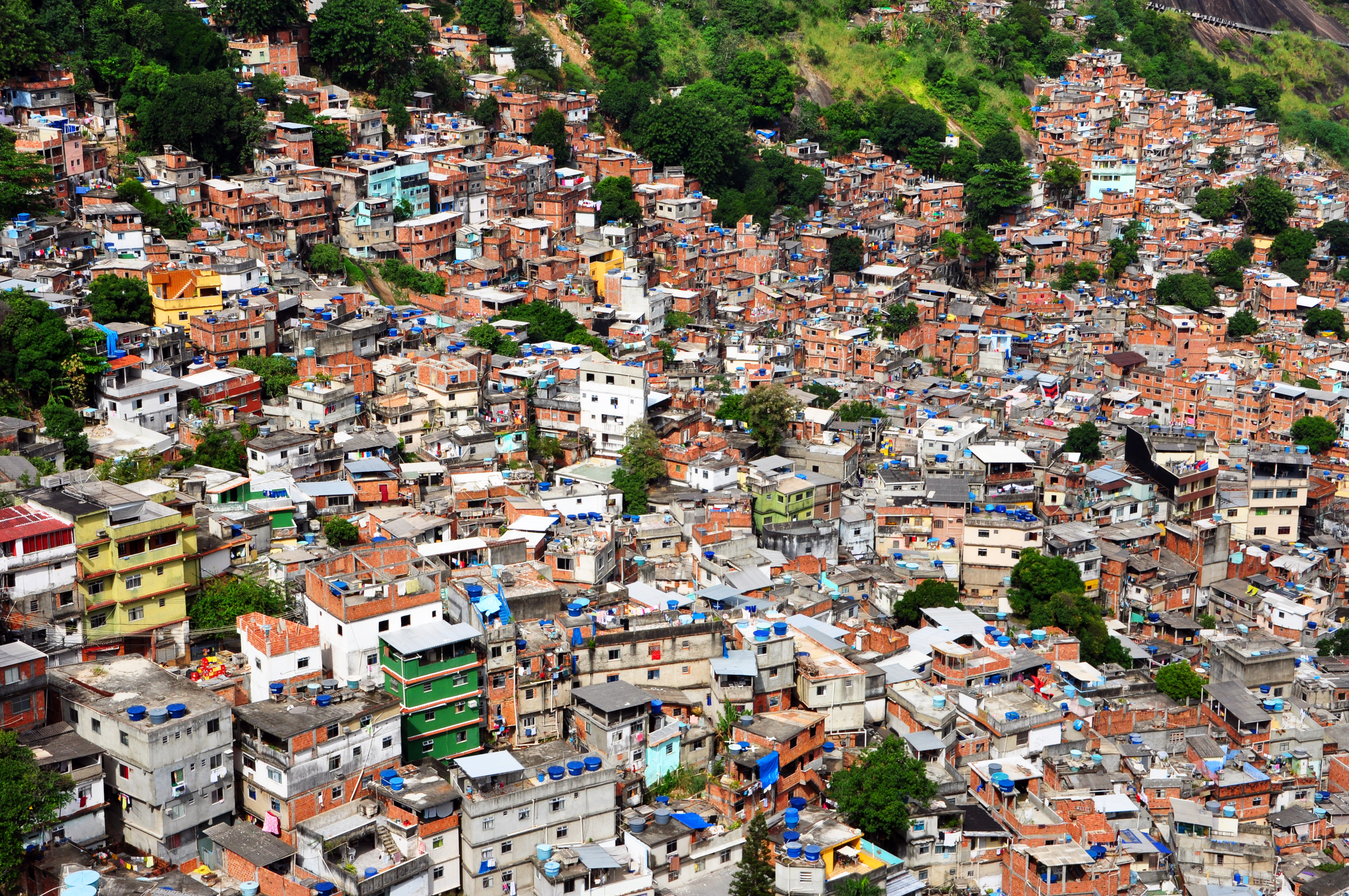
Favela Rocinha in Rio de Janeiro

Brasilien ist ein Schwellenland mittleren Einkommens, welches im Index der menschlichen Entwicklung 2019 den 79. Platz unter 189 Ländern belegte. Bei der Verbesserung sozialer Parameter konnten über die letzten Jahrzehnte bedeutende Fortschritte erzielt werden. So konnte Hunger nahezu komplett besiegt und Analphabetismus stark zurückgedrängt werden. Steigende staatliche Einnahmen erlaubten die Errichtung eines Sozialsystems sowie den Ausbau des Gesundheits- und Bildungswesens. Mit Sozialprogrammen wie Bolsa Família, welches ein Grundeinkommen für arme Familien bereitstellt, konnten die extremsten Formen der Armut zurückgedrängt werden. Dennoch bleibt Armut ein bedeutendes Problem in Brasilien. Die Armut in Brasilien wird am stärksten durch die Favelas, Slums in den Ballungsräumen des Landes und abgelegenen Regionen im Landesinneren charakterisiert, die unter wirtschaftlicher Unterentwicklung und unterdurchschnittlichem Lebensstandard leiden. In Rio de Janeiro lebt etwa ein Fünftel der sechs Millionen Einwohner in mehreren hundert Favelas auf steilem, vernachlässigtem Land, das weitestgehend außerhalb der Kontrolle und der Dienste der Stadtbehörden liegt. Insgesamt leben bis zu 50 Millionen Brasilianer in inadäquaten oder unsicheren Unterkünften (2010). Allerdings haben inzwischen nahezu 100 % der Bevölkerung Zugang zu Elektrizität (2018) und ca. 70 % einen Internetzugang (2020). Der Anteil der Personen, die von weniger als 5,50 US-Dollar in Kaufkraftparität am Tag lebte, lag 2018 bei 19,9 % der Bevölkerung. Er hatte 1980 noch bei über 60 % gelegen, begann ab 2014 allerdings wieder zu steigen. Besonders verbreitet ist Armut unter der farbigen, der indigenen und der schwarzen Bevölkerung, während Asiaten und Weiße deutlich seltener arm sind.
Soziale Ungleichheit ist in Brasilien sehr stark ausgeprägt und die Gesellschaft Brasiliens gehört zu den ungleichsten der Welt. 2018 kamen den reichsten 10 % der Bevölkerung über 43 % des Nationaleinkommens zugute. Noch höher ist die Ungleichheit bei der Vermögensverteilung ausgeprägt. Wie in vielen Ländern Lateinamerikas beruht die starke soziale Stratifikation noch auf den alten kolonialen Klassenstrukturen. Ebenfalls hohe Ungleichheit besteht zwischen verschiedenen Regionen des Landes sowie städtischen Zentren und ländlicher Peripherie. Der Süden und Südosten des Landes verfügt über eine deutlich höhere sozioökonomische Entwicklung als der Norden und Nordosten des Landes.
Brasilien hat ernsthafte Probleme mit der Kriminalität. Straftaten wie Mord, Körperverletzung, Raub und Entführungen kommen überdurchschnittlich häufig vor. Oft stehen diese im Zusammenhang mit Banden- und Gangkriminalität. Oft kontrollieren Gangs ganze Viertel von Städten. Polizeibrutalität und Korruption sind ebenfalls weit verbreitet. Allein in Rio de Janeiro tötete die Polizei 2018 1.444 Menschen. Zwischen 1980 und 2004 wurden in Brasilien mehr als 800.000 Menschen ermordet. Im Jahr 2018 gab es in Brasilien insgesamt 63.880 Morde.